# Linia 5 metra w Szanghaju
Linia 5 (znana również jako Linia Xinmin (莘闵线)) – linia metra, która została otwarta w dniu 25 listopada 2003 roku, jako czwarta kolejna linia metra w Szanghaju. Wraz z inną linią nr 6, jest obsługiwana przez Shanghai Modern Rail Transit Co. Ltd.
Linia łączący końcową stację na linii 1 Xinzhuang z Minhang Kaifaqu w dzielnicy Minhang.